# Ray Price (Basketballspieler)
Ray Price (* 1953 in Costa Mesa) ist ein ehemaliger US-amerikanischer Basketballspieler.

## Werdegang
Price machte sich als Schüler an der Temple City High School nahe Los Angeles einen Namen als korbgefährlicher Basketballspieler und erhielt wegen der Regelmäßigkeit, mit der er Punkte erzielte, den Spitznamen „Die Maschine“. In seiner letzten Saison als Schüler erzielte er 36,3 Punkte pro Begegnung, sein Höchstwert in einem Spiel waren 59 Punkte. Er weckte das Interesse namhafter Hochschulen, darunter UCLA mit Trainer John Wooden und die University of Southern California. Price nahm das Angebot der University of Washington an. Dort studierte und spielte der 1,98 Meter große Flügelspieler von 1970 bis 1974. Zunächst gehörte er Washingtons Ausbildungsmannschaft an, für die er in der Saison 1970/71 27,2 Punkte je Einsatz verbuchte. In Washingtons erster Mannschaft in der NCAA kam er zwischen 1971 und 1974 auf 81 Spiele mit einem Mittelwert von 13,1 Punkten je Begegnung. Price schloss seine Hochschulzeit in der Saison 1973/74 mit 14,5 Punkten sowie 6,8 Rebounds pro Partie ab und lag damit unter den Werten des Spieljahres 1972/73, als er 15,6 Punkte sowie 9,1 Rebounds je Einsatz verzeichnete. Price spielte an der University of Washington auch Baseball.
Price wurde 1974 beim Draftverfahren der Profiliga NBA in der vierten Auswahlrunde an insgesamt 64. Stelle von den New Orleans Jazz aufgerufen. In der NBA spielte Price nicht, sondern wechselte 1974 nach Spanien. Er spielte beim FC Barcelona vor, wurde aber nicht genommen, stattdessen von Vasconia Schweppes verpflichtet. In der Saison 1974/75 war er in den Farben der baskischen Mannschaft mit einem Punkteschnitt von 32,2 je Begegnung bester Korbschütze der ersten spanischen Liga.
Nach der Saison in Spanien kehrte Price in sein Heimatland zurück und spielte im Bundesstaat Florida Baseball für die Gulf Coast Pirates in der Profiliga Gulf Coast League. Als Berufsbasketballspieler war er in Belgien, England und Argentinien beschäftigt, in der Saison 1981/82 stand er beim deutschen Bundesligisten BSC Saturn Köln unter Vertrag und gehörte damit der Mannschaft an, die in diesem Spieljahr unter Trainer Theodor Schober deutscher Meister wurde sowie im Europapokal der Landesmeister antrat. Seine beste Punktausbeute im Europapokal erreichte Price in den Kölner Farben im November 1981 bei der 84:97-Niederlage gegen Maccabi Tel Aviv, als der US-Amerikaner 30 Punkte erzielte. Während seiner Zeit in Argentinien gelangen Price in einem Spiel 79 Punkte.
Price beendete seine Basketballlaufbahn im Jahr 1983. Er spielte später in mehreren Filmen mit, darunter Fletch – Der Troublemaker, wurde hauptberuflich jedoch im Druckereigeschäft tätig. Zeitweise war er im Jugendbereich als Trainer beschäftigt.